# FC 디나모 민스크
FC 디나모 민스크(Футбольны клуб Дынама Мiнск)는 벨라루스의 축구 클럽으로, 수도인 민스크를 연고로 하여 창단되었다. 디나모 민스크는 벨로루시 소비에트 사회주의 공화국에서 소비에트 탑 리그에 참가한 유일한 팀으로 54시즌 가운데 39시즌 동안 참가하였다. 1982년에는 소비에트 리그 우승을 하였다.

## 경기장
FC 디나모 민스크의 홈 경기장은 벨라루스 민스크에 있는 트락토르 스타디움이다. 1968년에 개장했으며, 16500명을 수용할 수 있다. 1980년 하계 올림픽 직전에 리모델링 되었다. 두번째 리모델링은 1997년에 이뤄졌는데, UEFA의 새로운 규정에 맞춰 펜스를 설치하고 플라스틱 좌석을 설치하였다. 2005년에 한 번 더 리모델링이 이뤄져 현재에 이르고 있다.

## 역사
- 1927년 : 디나모 민스크 (Dynamo Minsk)로 창단
- 1954년 : 해산됨
- 1954년 : 스파르타크 민스크 (Spartak Minsk)로 재창단
- 1959년 : 벨라루스 민스크 (Belarus Minsk)로 변경
- 1962년 : 디나모 민스크 (Dynamo Minsk)로 변경
- 1983년 : 유러피언컵에 최초로 출전함

## 선수 명단

### 현역
참고: FIFA 자격 규정에 따라 소속된 국가대표팀 국기를 표시합니다. 선수는 복수의 FIFA 비회원국 국적을 가지고 있을 수 있습니다.
| 번호 | 포지션 | 국적 | 이름 |
| ---- | ------ | ---- | ---- |

| 번호 | 포지션 | 국적 | 이름 |
| ---- | ------ | ---- | ---- |

## 역대 감독
| 감독                  | 임기        |
| --------------------- | ----------- |
| 안드레이 지그만토비치 | 2002        |
| 샤르헤이 바로우스키   | 2016 ~ 2017 |

## 역대 우승기록
- 벨라루스 프리미어리그

우승 (7): 1992, 1993, 1994, 1995, 1996, 1997, 2004
- 벨라루스 컵

우승 (3): 1992, 1994. 2003
- 소비에트 탑 리그

우승 (1): 1982

## 유럽 대회성적
| 시즌    | 대회              | 라운드    |                                  | 클럽                        | 결과            |
| ------- | ----------------- | --------- | -------------------------------- | --------------------------- | --------------- |
| 1983-84 | 유러피언컵        | 1회전     | 스위스                           | 그라스호퍼                  | 1-0, 2-2        |
|         |                   | 2회전     | 헝가리                           | 라바 ETO 죄르               | 6-3, 3-1        |
|         |                   | 8강전     | 루마니아                         | 디나모 부쿠레슈티           | 1-1, 0-1        |
| 1984-85 | UEFA컵            | 1회전     | 핀란드                           | HJK 헬싱키                  | 4-0, 6-0        |
|         |                   | 2회전     | 포르투갈                         | 스포르팅                    | 0-2, 2-0 (5-3p) |
|         |                   | 3회전     | 폴란드                           | 비제프 우치                 | 2-0, 0-1        |
|         |                   | 8강전     | 유고슬라비아 사회주의 연방공화국 | FK 젤레즈니차르             | 0-2, 1-1        |
| 1986-87 | UEFA컵            | 1회전     | 헝가리                           | 죄르 ETO                    | 2-4, 1-0        |
| 1987-88 | UEFA 컵위너스컵   | 1회전     | 튀르키예                         | 겐츨레르비를리이            | 2-0, 2-1        |
|         |                   | 2회전     | 스페인                           | 레알 소시에다드             | 1-1, 0-0        |
|         |                   | 8강전     | 벨기에                           | 메헬렌                      | 0-1, 1-1        |
| 1988-89 | UEFA컵            | 1회전     | 불가리아                         | 트라키아 플로브디프         | 2-1, 0-0        |
|         |                   | 2회전     | 루마니아                         | 빅토리아 부쿠레슈티         | 2-1, 0-1        |
| 1993-94 | UEFA 챔피언스리그 | 1회전     | 독일                             | 베르더 브레멘               | 2-5, 1-1        |
| 1994-95 | UEFA컵            | 예선전    | 몰타                             | 하이버니언스                | 3-1, 3-4        |
|         |                   | 1회전     | 이탈리아                         | 라치오                      | 0-0, 1-4        |
| 1995-96 | UEFA컵            | 예선전    | 루마니아                         | 우니베르시타테아 크라이오바 | 0-0, 0-0 (3-1p) |
|         |                   | 1회전     | 오스트리아                       | 아우스트리아 빈             | 2-1, 1-0        |
|         |                   | 2회전     | 독일                             | 베르더 브레멘               | 0-5, 2-1        |
| 1996-97 | UEFA컵            | 예선1회전 | 아일랜드                         | 보헤미안                    | 1-1, 0-0        |
|         |                   | 예선2회전 | 튀르키예                         | 베식타시                    | 2-1, 0-2        |
| 1997-98 | UEFA컵            | 예선1회전 | 조지아                           | 콜케티 포티                 | 1-0, 1-2        |
|         |                   | 예선2회전 | 노르웨이                         | 릴레스트룀                  | 0-2, 0-1        |
| 1998-99 | UEFA 챔피언스리그 | 예선1회전 | 라트비아                         | 스콘토                      | 0-0, 1-2        |
| 2001-02 | UEFA 인터토토컵   | 1회전     | 룩셈부르크                       | 합쉬트                      | 6-0, 1-1        |
|         |                   | 2회전     | 이스라엘                         | 하포엘 하이파               | 2-0, 1-0        |
|         |                   | 3회전     | 독일                             | 볼프스부르크                | 3-4, 0-0        |
| 2002-03 | UEFA컵            | 예선전    | 불가리아                         | CSKA 소피아                 | 1-4, 0-1        |
| 2003-04 | UEFA컵            | 예선전    | 덴마크                           | 브뢴뷔                      | 0-3, 0-2        |
| 2004-05 | UEFA 인터토토컵   | 1회전     | 폴란드                           | 오드라 보지스와프           | 0-1, 2-0        |
|         |                   | 2회전     | 세르비아 몬테네그로              | 스메데레보                  | 1-2, 3-1        |
|         |                   | 3회전     | 프랑스                           | 릴                          | 1-2, 2-2        |
| 2005-06 | UEFA 챔피언스리그 | 예선1회전 | 키프로스                         | 아노르토시스 파마구스타     | 1-1, 0-1        |
| 2006-07 | UEFA컵            | 예선1회전 | 폴란드                           | 자그웨비에 루빈             | 1-1, 0-0        |
|         |                   | 예선2회전 | 슬로바키아                       | 아르트메디아 페트르잘카     | 1-2, 2-3        |
| 2007-08 | UEFA컵            | 예선1회전 | 라트비아                         | 스콘토                      | 1-1, 2-0        |
|         |                   | 예선2회전 | 덴마크                           | 오덴세                      | 1-1, 0-4        |
| 2009-10 | UEFA 유로파리그   | 예선1회전 |                                  |                             |                 |